# Paràbola dels dos deutors

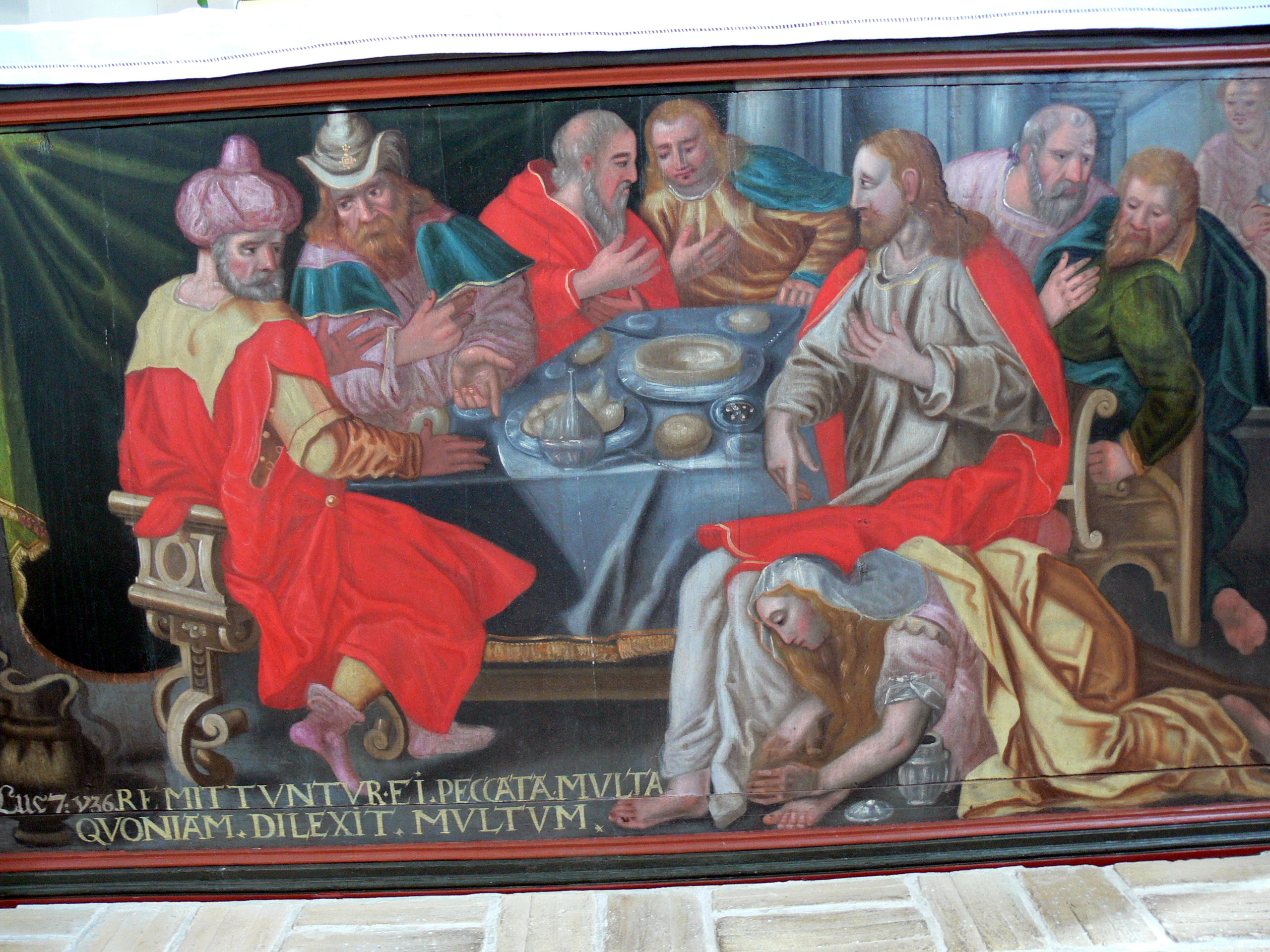
La unció de Jesús en una pintura del que es troba en un altar de Ballum, a Dinamarca.

La Paràbola dels dos deutors és una de les Paràboles de Jesús i apareix a Lluc 7:36-50. Jesús fa servir la història de dos deutors per explicar que una dona l'estima més que moltes altres persones properes, perquè ella ha estat perdonada de majors pecats. Aquesta paràbola se li diu després que ella li ungeixi els peus. Una unció similar en altres evangelis no es refereixen al mateix esdeveniment. Aquesta paràbola no s'ha de confondre amb la paràbola del servent despietat, on un rei perdona al seu servent, però aquest no té la mateixa misericòrdia amb un deutor menor.

## Argument
La paràbola és la resposta de Jesús de Natzaret a una pregunta tàcita de Simó el leprós:
| «                                    | Dos homes devien diners a un prestador: l'un li devia cinc-cents denaris, i l'altre, cinquanta. Com que no tenien res per a pagar, els va perdonar el deute a tots dos. Quin d'ells et sembla que l'estimarà més? | » |
| — Lluc 7:36-50, Evangeli segons Lluc | |   |

Els denaris en aquesta paràbola són la moneda que equival al sou d'un dia. A la tradició catòlica, la dona és identificada amb Maria Magdalena, mentre que la tradició ortodoxa i protestant generalment no hi està d'acord. Segons el context històric de la paràbola, Simó el fariseu no hauria rebut bé a Jesús, ja que almenys hauria d'haver proporcionat aigua perquè es pogués treure la pols dels peus i un petó hauria estat la salutació normal.

## Interpretació

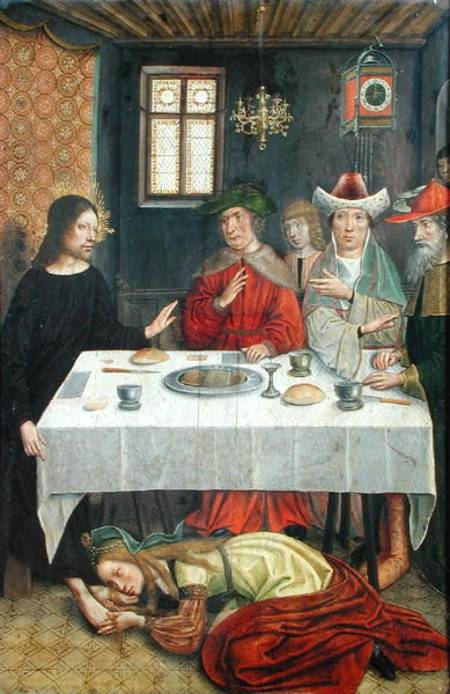
L'Àpat a casa de Simó el Fariseu, del.

La paràbola no és un atac als fariseus, sinó més aviat un intent d'ensenyar a Simó a veure la dona com Jesús la veu. La descripció del dona suggereix que ella és una coneguda prostituta, tot i que aquesta afirmació és discutida. Si ella és una prostituta, la seva presència profana la puresa ritual del fariseu. Joel B. Green assenyala que "era i és bastant fàcil d'acomiadar una persona com immoral i bruta i desviada, sense bregar amb les realitats socials que enfronta", ja que va poder haver estat forçada a aquesta vida per les circumstàncies econòmiques o estat venuda com esclava sexual.

## Art i cultura popular
N'han fet representacions pictòriques destacats artistes com Sandro Botticelli, Antonio Campi, Dirk Bouts, Onofrio Avellino, Cigoli, Nicolas Poussin, Bernardo Strozzi, i Peter Paul Rubens, entre d'altres. En diverses pintures la roba groga denota que la dona exercia la prostitució. En l'art religiós armeni aquest episodi es troba en altres evangelis de formes diverses.